# Joana de Châtillon
Joana de Châtillon (francès: Jeanne de Châtillon; nascuda cap al 1285 i morta el 16 de gener del 1354) fou la muller de Gualter V de Brienne (1305). Fou duquessa d'Atenes per matrimoni (1308-1311). Era filla de Gaucher V de Châtillon, conestable de França, i Elisabet de Dreux. Els seus avis paterns eren Gaucher IV de Châtillon i Elisabet de Villehardouin. Els seus avis materns eren Robert de Dreux, vescomte de Chateaudun, i Elisabet de Villebéon.

## Biografia
El 1305, Joanna es casà amb Gualter V de Brienne, fill d'Hug de Brienne, comte de Brienne i Lecce, i Elisabet de la Roche. El matrimoni tingué dos fills:
- Gualter VI de Brienne, comte de Brienne, Lecce, i Conversano, duc titular d'Atenes (mort el 19 de setembre del 1356), casat en primeres noces amb Margadira d'Anjou-Tàrent i en segones noces amb Joana de Brienne. Tots els seus fills moriren joves, de manera que els seus títols, les seves possessions i les seves pretensions passaren a la seva germana, Elisabet.
- Elisabet de Brienne, comtessa de Lecce i Conversano, pretendent al Ducat d'Atenes, i el Regne de Jerusalem (1306-1360), casada amb Gualter d'Enghien, amb qui tingué onze fills.

El 15 de març del 1311, el marit de Joana, Gualter, caigué en combat contra la Gran Companyia Catalana a la batalla d'Halmirós. Joana intentà defensar l'Acròpolis d'Atenes contra els catalans, però acabà rendint-se. Tornà a França amb el seu fill Gualter VI, tot i que els seus subordinats mantingueren la possessió d'Argos i Nàuplia sota Gualter de Foucherolles.
L'abril del 1318, Joana i el seu pare enviaren una petició a la República de Venècia per demanar-li diners i naus per a cavallers i infanteria per reconquerir Atenes. Tanmateix, fou rebutjada, car en l'entretant els vassalls briennistes de Grècia s'havien passat als catalans. De totes maneres, l'any següent, Gualter de Foucherolles encara capitanejava les seves naus a l'Argòlida en nom de Joana i el jove Gualter. Insistint constantment al rei de Nàpols, el rei de França i el papa, Joana mantingué viva la pretensió a Atenes en nom del seu fill fins que fou prou gran per lluitar pels seus drets a l'Egeu. El gener del 1321, Felip V de França feu de mitjancer en la querella interposada contra seu pel seu propi fill, que li exigia el pagament de part del deute exorbitant del seu pare.
Joana conservà el títol ducal fins a la mort. La seva tomba a l'església (actualment destruïda) del monestir dominicà de Troyes presentava la inscripció Duchesse d'Athènes.